# Kemalang (plaats)
Kemalang is een bestuurslaag in het regentschap Klaten van de provincie Midden-Java, Indonesië. Kemalang telt 2539 inwoners (volkstelling 2010).